# Meryam Joobeur
Meryam Joobeur est une réalisatrice canado-tunisienne qui vit à Montréal.  
Elle est surtout connue pour son court métrage Brotherhood sorti en 2018, qui a remporté de multiples prix dans les festivals de cinéma, dont le prix du Festival international du film de Toronto pour le meilleur court métrage canadien au Festival international du film de Toronto 2018 ; il a été nommé pour l'Oscar du meilleur court métrage en prises de vues réelles en 2020. 
Son premier long métrage de fiction La Source sera en compétition officielle à la 74e Berlinale. 

## Biographie
Élevée en Tunisie et aux États-Unis, Meryam Joobeur vit actuellement à Montréal, au Québec. Elle est diplômée de l'École de cinéma Mel-Hoppenheim. 
Brotherhood est son troisième court métrage. 
Elle travaille actuellement sur un premier long métrage à partir des thématiques de Brotherhood, qui devrait s'appeler Motherhood. Un projet pour lequel elle obtient une bourse Sundance Institute| NHK Award.  

## Filmographie
- 2012 : Gods, Weeds and Revolutions (court métrage)
- 2017 : Born in the Maelstrom (court métrage)
- 2018 : Brotherhood (court métrage)
- 2024 : La Source (long métrage)